# Aynur Sofiyeva
Aynur Məmmədiyyə qızı Sofiyeva (nascuda el 19 de juliol de 1970) és una política i exjugadora d'escacs azerbaidjanesa. Va obtenir el títol de Gran Mestra Femenina el 1991. Des del 2007 és vicepresidenta del Comitè Estatal d'Afers de Família, Dona i Infància de l'Azerbaidjan.

## Primers anys i educació
Sofiyeva va néixer el 19 de juliol de 1970 al districte de Qakh. Es va graduar a la Universitat Estatal de Bakú amb una llicenciatura en periodisme el 1991, i una llicenciatura en dret el 2001.

## Jugadora d'escacs
Sofiyeva juga als escacs des de 1974. Va ser campiona de districte als 6 anys, i campiona per edats nacional i de la Unió Soviètica als 15. Va guanyar la medalla d'or al Campionat del Món Universitari femení de 1990 celebrat a Odessa. Va ser la primera Gran Mestra Internacional de l'Azerbaidjan i del món islàmic. Des del 2002 fins al 2007 va ser presidenta de la Federació d'Escacs de l'Azerbaidjan.

## Carrera política
Sofiyeva va treballar com a assessora jurídica al Ministeri de Treball i Protecció Social de la Població des del 1998 fins al 2000. Va ser escollida membre de l'Assemblea Nacional de la República de l'Azerbaidjan l'any 2000 pel Partit del Nou Azerbaidjan representant el districte de Shaki, i va ser al càrrec fins al 2005. Va ser membre de l'Assemblea Parlamentària del Consell d'Europa des del 2004 fins al 2006.
El març de 2007, va ser nomenada vicepresidenta del Comitè Estatal d'Afers Familiars, Dones i Infants, treballant per promoure la igualtat de gènere. El 2011, va proposar augmentar l'edat de casar-se per a les noies azerbaidjaneses.

## Vida personal
Sofiyeva està casada amb el futbolista i exentrenador nacional Yunis Hüseynov i tenen dos fills.